# Viadotto Landwasser
Il viadotto Landwasser (in tedesco Landwasserviadukt) è uno spettacolare ponte in pietra, a 6 archi, che varca la profonda gola in cui scorre il torrente Landwasser, nel cantone svizzero dei Grigioni. Il ponte si trova sulla ferrovia dell'Albula a poca distanza dalla stazione di Filisur, al confine fra i comuni di Bergün Filisur e Schmitten. 
Fu costruito tra il 1901 e il 1903, progettato dal tedesco Friedrich C. S. von Hennings e realizzato dall'impresa Müller & Zeerleder. Per questioni di costo e per il rischio di inondazione derivante dall'andamento torrentizio del Landwasser, i tre piloni principali furono realizzati senza impalcature.
Nel 2009 sul viadotto è stato effettuato un generale restauro conservativo (questa volta con l'uso di impalcature su tutta la struttura, compresi i pilastri) senza interrompere il servizio, solo riducendo la velocità di transito dei treni a 10 km/ora. Sono stati necessari 8 mesi di lavori e 4,6 milioni di franchi svizzeri, e comunque, dopo 100 anni di utilizzo, le opere murarie originarie si sono rivelate in condizioni impeccabili.
Gestito dalla Ferrovia Retica, è percorso da circa 22.000 treni l'anno (circa 60 al giorno).
Il ponte è presente in alcune scene del film La signora scompare di Alfred Hitchcock (1938), è stato raffigurato in un francobollo da 60 centesimi emesso il 1º agosto 1949 dalla Posta svizzera ed è classificato nel Patrimonio dell'umanità UNESCO dal 7 luglio 2008.